# Błoto (województwo kujawsko-pomorskie)
Błoto – wieś w Polsce położona w województwie kujawsko-pomorskim, w powiecie chełmińskim, w gminie Unisław.
Według Narodowego Spisu Powszechnego (III 2011 r.) wieś liczyła 205 mieszkańców. Jest ósmą co do wielkości miejscowością gminy Unisław.
Przez miejscowość przebiega droga wojewódzka nr 550.

## Historia
Około 1931 roku we wsi powstał zbór Ewangeliczni Chrześcijanie Dnia Sobotniego, wywodzący się z Kościoła Adwentystów Dnia Siódmego.
W latach 1939–1945 położona była w okręgu Rzeszy Gdańsk-Prusy Zachodnie, w rejencji bydgoskiej (Regierungsbezirk Bromberg), w powiecie Chełmno (Kreis Kulm). W latach 1939 - 1942 dotychczasową nazwą wsi było Blotto, lecz po przeprowadzonej zamianie nazw miejscowości w Okręgu Rzeszy Gdańsk-Prusy Zachodnie, w latach 1942 - 1945 nazywała się Höftbruch.
W latach 1954–1959 wieś należała i była siedzibą władz gromady Błoto, po jej zniesieniu w gromadzie Unisław. W latach 1975–1998 miejscowość administracyjnie należała do województwa toruńskiego.

## Zabytki
Na terenie wsi zlokalizowany jest nieczynny, odrestaurowany cmentarz mennonicko-ewangelicki, założony przypuszczalnie w XVII w.
Ponadto w ewidencji Wojewódzkiego Konserwatora Zabytków znajdują się następujące obiekty:
- dawna szkoła podstawowa z pocz. XX w.
- dwór z 1. poł. XIX w.
- dom nr 43, drewniany z 1. poł. XIX w.
- poczta z pocz. XX w.